# Les Hauteurs
Pour les articles homonymes, voir Hauteurs.
Les Hauteurs sont une municipalité de la province de Québec, au Canada à vocations agricole et forestière de plus de 500 habitants. La municipalité est située dans la municipalité régionale de comté de La Mitis, dans la région administrative du Bas-Saint-Laurent.

## Toponymie

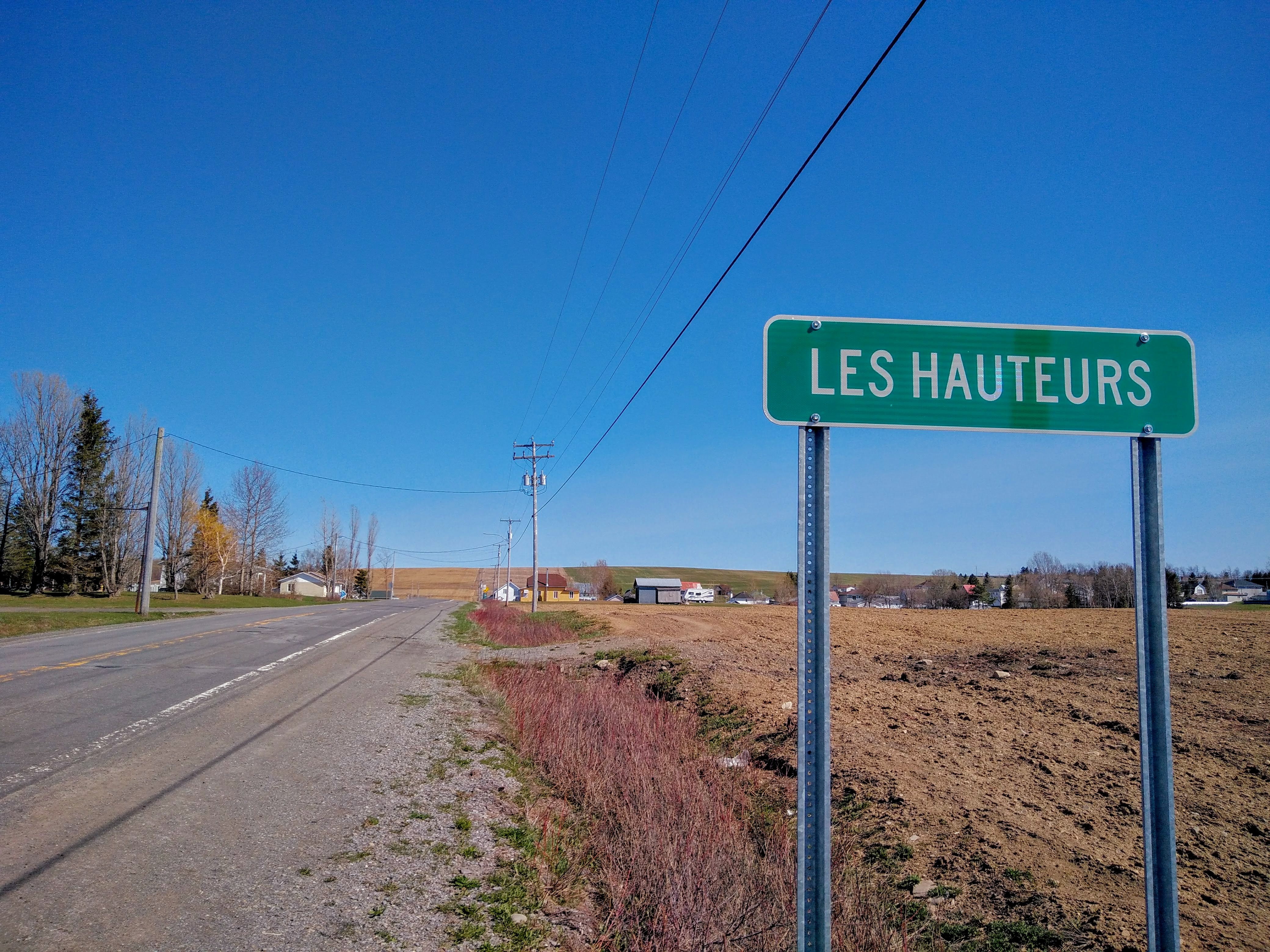
Panneau annonçant l'entrée dans le village des Hauteurs le long de la route 298

La mission des Hauteurs fondée en 1875 pris le nom de Saint-François-Xavier-des-Hauteurs. François Xavier (1506-1552) est un missionnaire jésuite navarrais qui fut surnommé l'Apôtre des Indes. Le toponyme « Les Hauteurs » est attribuable au territoire de la municipalité qui s'élève à 450 m au-dessus du niveau de la mer et que les premiers colons de l'endroit ont implanté leur ferme sur les hauteurs plutôt qu'au pied des pentes. Le bureau poste fut nommé Hauteur dès son ouverture et prit par la suite le nom de « Les Hauteurs-de-Rimouski ». C'est en 1993 que la municipalité adopta son toponyme actuel.
Les gentilés sont appelés Hauterois et Hauteroises depuis 1992.

## Histoire
Les trois premiers colons du territoire arrivèrent en 1875. Le bureau de poste a été ouvert en 1899 sous le nom « Hauteur ». Avant la création officielle de la paroisse et de la municipalité, le territoire faisait partie des cantons de Ouimet et de Massé. La paroisse catholique Saint-François-Xavier a été érigée canoniquement le 14 mai 1918. La municipalité de paroisse Saint-François-Xavier-des-Hauteurs a été créée officiellement le 7 novembre 1918. En 1944, le bureau de poste est renommé Les Hauteurs-de-Rimouski. Le 19 octobre 1993, la municipalité abrège son nom en « Les Hauteurs ». L'église paroissiale fut rasée par les flammes le 27 décembre 1997. Elle fut rebâtie durant l'été suivant et fut rouverte à temps pour les fêtes de Noël de 1998. 

### Personnalités liées à la municipalité
- Jean-François Caron, né aux Hauteurs en 1982, titré homme le plus fort au Canada.

## Géographie
Les Hauteurs sont situées sur le versant sud du fleuve Saint-Laurent à 360 km au nord-est de Québec et à 390 km à l'ouest de Gaspé. Les villes importantes près des Hauteurs sont Rimouski à 50 km au nord-ouest et Rivière-du-Loup à 140 km au sud-ouest. Les Hauteurs sont situées en banlieue de Saint-Gabriel-de-Rimouski.

### Hydrographie
La Rivière Mistigougèche traverse la municipalité de l'est vers le sud-ouest.
La rivière Noire en traverse l'ouest vers le sud-est.
La rivière Mercier traverse la pointe est de la municipalité vers le sud.
Les lacs Saint-Jean et Larrivée sont situés dans le territoire des Hauteurs.

## Démographie
| 1991 | 1996 | 2001 | 2006 | 2011 | 2016 | 2021 |
| ---- | ---- | ---- | ---- | ---- | ---- | ---- |
| 822  | 636  | 589  | 576  | 524  | 504  | 485  |

La population des Hauteurs était de 576 habitants en 2006 et de 589 habitants en 2001.  Cela correspond à une décroissance de 2,2 % en cinq ans. Toute la population des Hauteurs a le français comme langue maternelle et 10,4 % de la population maitrise les deux langues officielles du Canada.
53,4 % de la population âgée de 15 ans et plus des Hauteurs n'a aucun diplôme d'éducation. 34,1 % de cette population n'a que le diplôme d'études secondaires ou professionnelles. Il n'y a personne à Les Hauteurs qui possède un diplôme universitaire. Tous les habitants des Hauteurs ont effectué leurs études à l'intérieur du Canada.

## Administration
Les élections municipales ont lieu tous les quatre ans et s'effectuent en bloc sans division territoriale.
| mandat    | fonction    | nom               |
| --------- | ----------- | ----------------- |
| 2013-2017 | maire       | Noël Lambert      |
| 2013-2017 | conseillers |                   |
| 2013-2017 | #1          | Étienne Bélanger  |
| 2013-2017 | #2          | Rachel Tardif     |
| 2013-2017 | #3          | Émilienne Boucher |
| 2013-2017 | #4          | Gitane Michaud    |
| 2013-2017 | #5          | Jean-Guy Garon    |
| 2013-2017 | #6          | Louis-Marie Paris |

| Les Hauteurs Maires depuis 2005                                                                                      |                   |                            |          |
| Élection | Maire             | Qualité                    | Résultat |
| 2005 | Sylvain Dupont    |                            | Voir     |
| 2009 | Émilienne Boucher |                            | Voir     |
| 2010 | Noël Lambert      |                            | Voir     |
| 2013 | Noël Lambert      | Voir                       |          |
| 2017 | Gitane Michaud    | Mairesse suppléante (2017) | Voir     |
| 2017 | Gitane Michaud    | Mairesse suppléante (2017) | Voir     |
| 2021 | Gitane Michaud    | Mairesse suppléante (2017) | Voir     |
| Élection partielle en italique Depuis 2005, les élections sont simultanées dans toutes les municipalités québécoises |                   |                            |          |

## Représentations politiques
Québec : Les Hauteurs font partie de la circonscription provinciale de Matane-Matapédia. Cette circonscription est actuellement représentée par Pascal Bérubé, député du Parti québécois.
 Canada : Les Hauteurs font partie de la circonscription fédérale de Avignon—La Mitis—Matane—Matapédia. Elle est représentée par Kristina Michaud, députée du Bloc québécois.

## Économie
L'économie des Hauteurs tourne principalement autour de l'agriculture et de l'industrie forestière. Dans le passé, l'élevage de faisans a aussi été une activité économique importante à Les Hauteurs.